# Китайцы в Сибири и на Дальнем Востоке
Китайцы Сибири — этническая группа в населении Российской Федерации, проживающая на территории Сибири и Дальнего Востока.

## История

### XVII—XVIII века
Первые случайные и нерегулярные контакты между русскими княжествами и Китаем обычно относят к XIII веку — времени существования Монгольской империи. В середине XVII века началось активное проникновение в Приамурье русских отрядов, искавших ещё не объясаченные народы и земли, пригодные для земледелия. В те годы данные территории являлись вассальными княжествами империи Цин. Действия отряда Е. П. Хабарова привели к началу вооружённых столкновений между русскими казаками и маньчжурскими отрядами.
В 1657 году маньчжуры основали в поселении Гирин верфи для строительства речного флота. В связи с этим город Гирин порой называли Чуаньчан (букв. «Верфи»). В 1658 году, добившись качественного превосходства в силах, они разгромили отряд Онуфрия Степанова Кузнеца в устье р. Сунгари и в течение 2 последующих лет полностью вытеснили русских из бассейна Амура.
В последующие годы Россия продолжала попытки нормализовать отношения с Китаем. В 1675 году из Москвы в Пекин было направлено крупное посольство во главе со Н. Г. Спафарием (Николаем Милеску). Несмотря на то, что посольство Спафария больше года находилось в Пекине, оно не смогло достигнуть никаких позитивных результатов. Император предъявил русскому правительству ультиматум, по которому Китай отказывался принимать русских послов, до тех пор пока русские не уйдут из Приамурья.
После ожесточённой борьбы за острог Албазин Цинская Империя 27 августа 1689 года заключила с Россией Нерчинский договор. Данный договор действовал более 150 лет и регламентировал взаимную торговлю подданных, выдачу преступников, порядок разрешения пограничных споров. По статье 3 русский город Албазин подлежал «разорению до основания», при «клятвенном обязательстве» Китая не заселять «Албазинские земли», что явилось достигнутым российской стороной завуалированным ограничением суверенитета Китая на левом берегу Амура.
Данный договор регламентировал границу по рекам Горбица и Чёрная, и признавал полосу земель к северу от Амура нейтральной. Однако, вследствие неясности упомянутых ориентиров, отсутствия демаркации границ и отсутствия обмена картами границ между сторонами он не мог полностью удовлетворять интересам сторон.

### XIX век

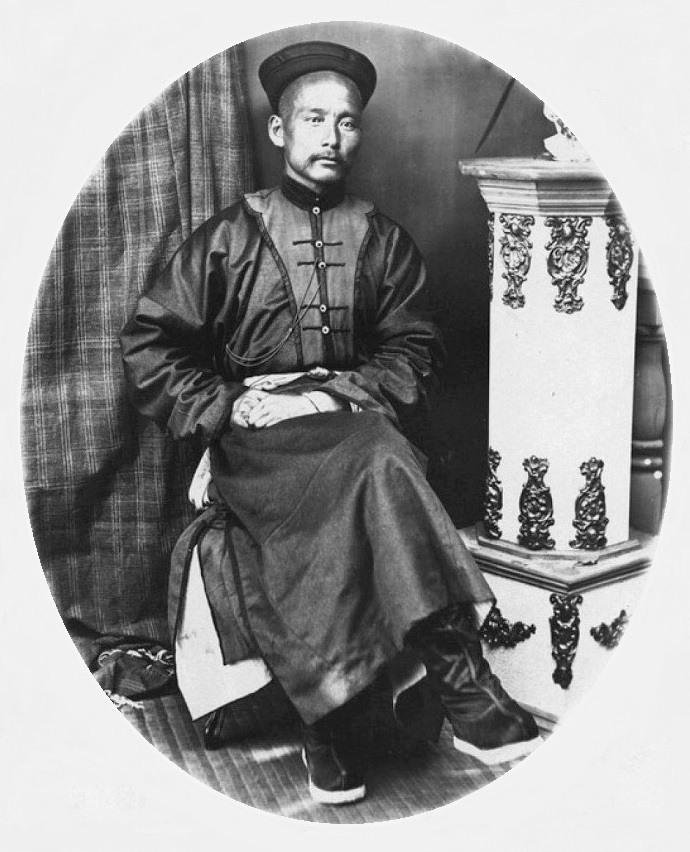
Китаец из Ангуна. Вторая половина XIX века. Фотография В. В. Ланина

16 мая 1858 года был заключён Айгунский договор, который определял прохождение российско-китайской границы. Он декларировал, что левый берег Амура от реки Аргуни до устья признавался собственностью России, а Уссурийский край от впадения Уссури в Амур до моря оставался в общем владении впредь до определения границы. Плавание по Амуру, Сунгари и Уссури было разрешено только российским и китайским судам и запрещено всем остальным. Впоследствии, в 1860 году договор был подтверждён и существенно расширен Пекинским трактатом. С этого момента цинские власти открыли Маньчжурию для мигрантов с юга, до этого закрытую для переселения.
Для заключения договора, который определил бы статус Уссурийского края, Россия направила в Пекин для дальнейших переговоров особую миссию во главе с графом Н. П. Игнатьевым. Так как положение Китая, находящегося в состоянии войны, обязывало идти его на уступки, 2 (14) ноября 1860 года был заключён Пекинский трактат. В 1861 году к Тяньцзиньскому договору в качестве составной его части был приложен протокол об обмене картами и описаниями разграничений. Граница была проведена линией красного цвета (в литературе её называют «красной чертой») по китайскому берегу Амура, Уссури, а также протоке Казакевича. Таким образом, упомянутые реки полностью принадлежали России.
После 1861 года основная часть всех земель края принадлежала государству, в общинном владении крестьян было около 600 тысяч десятин земли, в то время как в их личной собственности — 1276 десятин. У всех иностранных граждан на правах общинной собственности была 31 тысяча десятин. Это характеризовало экономические отношения как полуфеодальные, так как частное крестьянское владение землёй составляло только 0,2 %, всего на 3300 русских семей было в то время 2732 корейских и 1078 китайских семей.
В конце XIX века численность населения Приморского края России была невелика. В 1890 году численность составляла 103 330 человек (без учёта армейских соединений), из них только 41,9 % составляли русские а 16,6 % — иностранцы русского подданства. Около 42 % приходилось на долю иностранцев, имеющих иное подданство (из них корейцев — 13 %; китайцев — 6 %; японцев — 0,4 % и ссыльнокаторжных — 0,5 %).
Всего за десять лет, с 1890 по 1900 годы численность населения Приморской области существенно возросла (на 171 650 человек), при этом доля русских увеличилась до 59,6 %, что вместе с иностранцами русского подданства составило — 75,6 %. Наибольший рост испытала диаспора китайцев, в абсолютном значении она выросла в 6 раз (их доля выросла с 6 % до 14 %).
Основным фактором азиатской миграции было то, что при равном количестве китайской диаспоры и корейской, китайцы в массе своей остались подданными Срединной империи, в то время как корейцы (которых на родине ожидала смертная казнь за эмиграцию), принимали русское подданство и переходили в православие.
Если сотрудничество русских с выходцами из азиатских стран вело к обмену опытом в выращивании локальных сельскохозяйственных культур (рис, соя и другие), а также навыками рыболовного промысла, то в остальном эта иммиграция скорее мешала освоению Россией этого региона, так как более конкурентоспособные азиатские рабочие вытесняли русских рабочих из рынка труда. Ежемесячное потребление русского рабочего в то время составляло 23 руб., в то время как корейского — 18 руб., а китайского — 8 руб. Таким образом ежегодно за границу вывозилось 6 млн руб., что вело к оттоку капитала из этого региона. Кроме того, слабо заселённый и поэтому плохо охраняемый Дальний Восток становился тем менее защищённым, чем больше в доле в населения занимали выходцы из азиатских стран.

### XX век
В 1915 году началось массовое переселение китайцев в Сибирь, в Забайкальскую и Амурскую губернии. На фоне массового переселения, вскоре начались конфликты с местным населением, дело дошло до убийств местных жителей китайцами, после чего со стороны местного населения последовал ответ — стихийные самосуды над китайцами. Царское правительство не стало вмешиваться в ход конфликта, констатировав, что сибиряки не многим более законопослушное население, чем китайцы, — именно такой текст содержался в официальной ноте Министерства иностранных дел.
Ещё до 1917 года в России существовала многочисленная китайская диаспора, игравшая большую роль в экономическом освоении востока страны. Она вызывала пристальный и, как правило, не всегда доброжелательный интерес в российском обществе, была объектом довольно противоречивой политики властей.
Было подсчитано, что в среднем, с 1906 по 1910 год ежегодно на территории Российской империи легально и нелегально оставалось около 150 тысяч китайцев. Однако, к 1910 г. наблюдалось снижение их численности, что было связано с активизацией политики властей по ограничению деятельности выходцев из Китая в Приамурье, а именно принятие закона от 21 июня 1910 г., который запрещал труд иностранных рабочих на казённых работах.
Значительное китайское население было на Дальнем Востоке и в Сибири в 1920-е — 1930-е годы. Значительную часть составляли китайские сезонные рабочие. В октябре 1930 года в СССР трудились 30 тысяч китайских рабочих. Китайцы работали на золотых приисках на Дальнем Востоке.
Китайское население в 1930-х годах возросло за счёт перехода на советскую территорию китайцев в связи с военными конфликтами. В итоге перепись 1937 года выявила на территории советского Дальнего Востока тысячи китайцев-мужчин с иностранным гражданством. Их было гораздо больше, чем китаянок-иностранок.
Основные (с более 1 тысячью выявленных китайцев-иностранцев) регионы проживания китайцев-иностранцев на Дальнем Востоке по переписи 1937 года (в скобках указано число мужчин):
- Якутская АССР — 1300 (1289) чел.;
- Амурская область — 1134 (1076) чел.;
- Приморская область — 7196 (6464) чел.;
- Уссурийская область — 1978 (1785) чел.;
- Читинская область — 1065 (1019) чел.;
- Хабаровская область — 1611 (1461) чел.

В Сибири (в основном Восточной) китайцев-иностранцев перепись 1937 года выявила гораздо меньше, чем на Дальнем Востоке (в скобках указано количество мужчин):
- Красноярский край — 377 (339) чел.;
- Иркутская область — 229 (220) чел.;
- Новосибирская область — 909 (881) чел.;
- Омская область — 36 (27) чел.;
- Алтайский край — 128 (122) чел.

Затем диаспора была ликвидирована, и проблема взаимоотношений с китайцами надолго перестала интересовать подавляющее большинство жителей России..
В 1960 г. руководство КНР выдвинуло территориальные претензии к СССР, участились пограничные конфликты (в 1963 г. — 4 тысячи нарушений; участвовало свыше 100 тыс. китайцев).
Новая волна иммиграции началась 1982 году, когда Ху Яобан посетил Харбин, и одобрил возобновление приграничных торговых отношений; эта волна достигла пика в 1988 году, после подписания соглашения безвизового туризма между Китаем и Советским Союзом. Это соглашение было аннулировано шесть лет спустя.
На Дальнем Востоке, по данным переписи населения 1989 г., проживало 1742 китайца, основная масса которых была сосредоточена в Хабаровском крае, в Приморье и Амурской области. Изменения в характере иммиграционных процессов привели к тому, что резко изменились темпы прироста китайского населения в регионе. Его численность к 1990 г. увеличилась до 15 тыс. чел. По существующим оценкам, в 1993 г. китайских граждан на территории Дальнего Востока было не менее 100 тысяч.
После распада СССР, в связи с ослаблением боеготовности ВС РФ, погранвойск, и общим падением авторитета страны, китайские граждане начали совершать нападения на суда РФ и захватывать их с целью грабежа.

### XXI век

#### Демография
По официальным данным, в 2002 году в Сибирском и Дальневосточном федеральных округах проживало 14,3 тыс. китайцев, а по оценкам, на которые ссылался историк В. Дятлов, численность китайцев составляла от нескольких сот тысяч до двух миллионов человек. Возможно, это значительное отличие оценок вызвано имеющимися большими возможностями для нелегальной миграции и низкой эффективностью контроля за этим процессом. При оценке численности китайцев в РФ не учитывают тех, кто пересёк границу (РФ-КНР) нелегально. Более того, граница РФ с Казахстаном практически не контролируется, а ситуацию с миграцией китайцев в Казахстан характеризует тот факт, что лишь 5 % китайцев приезжает туда по трудовым контрактам.
При оценке потенциальных демографических проблем, которые могут возникнуть при увеличении численности китайцев в РФ, А. Храмчихин рекомендует учесть то, что правительство КНР уже имеет опыт успешного «демографического наступления»: так, в Синьцзян-Уйгурском автономном районе: в 1953 г. доля китайцев была 5 %, а в 2010-х годах она возросла до 40 %.
Миграция китайцев в РФ выгодна правительству КНР, и оно стимулирует, поддерживает и организовывает её (с. 47). Президент Академии общественных наук провинции Хэйлунцзян считает, что Россия нуждается в миллионах китайских рабочих рук; и что следует принять меры для создания в РФ общественного мнения, соответствующего осуществлению такой миграции. По некоторым данным, правительство КНР выплачивает денежные премии свои мигрантам, женившихся на россиянках (а при рождении детей премия увеличивается).

#### Экология
Бурный экономический рост КНР, и ограниченность природных ресурсов на своей территории обусловили повышенный интерес к получению сырья на территории других стран. Деятельность китайских предпринимателей, поддерживаемая правительством, привела к уничтожению тайги на Дальнем Востоке и Сибири (РФ). Правительство РФ не ввело повышенные пошлины на вывоз необработанной древесины (в КНР), и это поставило под угрозу существование местных лесоперерабатывающих предприятий.
По мнению сибиряков, многочисленные лесные пожары, убытки от которых в 2019 г. составили порядка 19 млрд рублей, и неизбежно следующие за ними т. н. «санитарные рубки», могут объясняться коммерческими интересами конечного потребителя (в КНР), и коррумпированных чиновников в РФ. Лесопилки и лесные склады, принадлежащие китайцам, играют ключевую роль в распространении незаконных рубок (с. 17). Причём в этом бизнесе не последнее место занимают представители ОПГ.
Потребители конечной продукции, в основном в США и ЕС, как правило даже не догадываются, что покупаемые ими китайские товары сделаны из незаконно вырубленной древесины. В то же время ведётся работа по созданию т. н. «внутренних офшоров», что позволит экспортировать лес из РФ не платя налоги (в РФ) на законном основании.
Уничтожение лесов лишает местных жителей, коренные народы Дальнего Востока РФ, единственного источника их существования. Депутат отметил, что дальневосточные регионы РФ стали похожи на сырьевую колонию Китая.
Попытка поднять пошлину за вывоз необработанной древесины привела к тому, что китайские компании стали перебираться в РФ, и работать под вывеской местных организаций. Например, одна из крупнейших лесопильных компаний России («Транссибирская лесная компания»), по данным продала акции китайским предпринимателям, и фактически перестала быть российской. А всего в РФ (на 2018 г.) работало 564 китайских лесопилки.
В 2024 г. Государственная Дума одобрила во втором чтении закон, расширяющий возможность (уже законных) рубок леса в защитной зоне, защищаемой пока законом «Об охране озера Байкал».

##### Приморье
В Приморье ежегодно вырубалось (нелегально, в 2002 г.) полтора миллиона кубометров древесины, что вызвало обеспокоенность Всемирного фонда дикой природы. По данным обзора, написанного на основе десятилетних наблюдений за ситуацией, объём вырубок многократно превышает разрешённый и декларируемый. 20 лет незаконных рубок уничтожили запасы коммерчески ценной древесины, и в обозримом будущем они не восстановятся.
Уничтожаются последние места обитания амурского тигра; не удались 4 попытки вырубить водоохранные леса и орехо-промысловые зоны в районе реки Бикин (включённые в список объектов природного и культурного наследия ЮНЕСКО).
В то же время обсуждался вопрос о размещении в РФ китайских целлюлозно-бумажных предприятий, небезопасных в экологическом отношении.

##### Бурятия
Большие масштабы приняло антропогенное обезлесение в Бурятии. Проблема осложняется из-за того, что Китай заинтересован в получении леса из РФ, а среди местных жителей распространена безработица. Более того — приняты поправки в Лесной кодекс, разрешающие вывоз древесины, пролоббированые «группами лиц заинтересованных людей».
Колоссальные масштабы урона и намерение властей сдать лес в аренду китайской компании на 49 лет привели к протесту, закончившимся массовым задержанием.

##### Красноярский край
Аналогичными методами ведётся вырубка тайги в Красноярском крае.
В Уярском районе выявлено строительство печей для производства древесного угля по технологии, запрещённой в КНР (экологически очень опасная, работы ведутся в РФ нелегально, вблизи такого производства засыхают деревья и болеют люди из-за загрязнения воздуха фенолами и др.); протесты местных жителей заставили запретить работу.

##### Иркутская область
Продолжается вырубка лесов в Иркутской области, что хорошо видно и на спутниковых снимках (Всемирный лесной дозор). Часть вырубленного леса, коммерчески менее ценная, бросается на месте, и при весеннем половодье может попадать в реки.
Экологически опасное производства древесного угля запланировано и в Тайшетском районе.

##### Томская область, Алтай
Аналогичные процессы антропогенного обезлесения идут и в Томской области.
Протесты доведённых до отчаяния местных жителей заставили запретить рубку кедра, вырубку лесов в Алтае.

##### Якутия
Добыча золота в Алданском районе ведётся без достаточного внимания к экологии и безопасности, что вызвало возмущение местных оленеводов.

##### Браконьерство
Браконьерство (в сочетании с уничтожением тайги при хищнически проводимых лесозаготовках) вносит вклад в сокращение редких видов животных. Задерживаются браконьеры, охотившиеся на амурского тигра, дальневосточного леопарда; основным направлением контрабандного вывоза частей и дериватов (желчь и др.) медведей является КНР, а также страны АТР.
Пресечена одна из попыток контрабандного вывоза кедрового ореха, женьшеня, одна из попыток вывоза крабов.

#### Земледелие
По данным Росстата, на Дальнем Востоке и в Сибири произошло значительное уменьшение площади обрабатываемой земли:
| Площади пашни                                                                                                | Площади пашни                         | Площади пашни                         | Площади пашни                         | Площади пашни                         | Площади пашни                         | Площади пашни                         | Площади пашни                         | Площади пашни  |
| Субъект РФ                                                                                                   | Площади пашни в субъектах РФ, тыс. га | Площади пашни в субъектах РФ, тыс. га | Площади пашни в субъектах РФ, тыс. га | Площади пашни в субъектах РФ, тыс. га | Площади пашни в субъектах РФ, тыс. га | Площади пашни в субъектах РФ, тыс. га | Площади пашни в субъектах РФ, тыс. га | Изменение, раз |
| --- | ------------------------------------- | ------------------------------------- | ------------------------------------- | ------------------------------------- | ------------------------------------- | ------------------------------------- | ------------------------------------- | -------------- |
| Субъект РФ                                                                                                   | 1959                                  | 1990                                  | 1995                                  | 2000                                  | 2005                                  | 2010                                  | 2015                                  | Изменение, раз |
| Республика Тыва                                                                                              | 328                                   | 282                                   | 194,2                                 | 44,2                                  | 38,4                                  | 27,8                                  | 27,2                                  | 10,37          |
| Забайкальский край                                                                                           | 1698                                  | 1542,9                                | 746,8                                 | 339,6                                 | 278,8                                 | 217,2                                 | 208,2                                 | 7,41           |
| Магаданская область                                                                                          | 5                                     | 36,5                                  | 22,7                                  | 11,7                                  | 6,8                                   | 6,1                                   | 6,5                                   | 5,62           |
| Республика Бурятия                                                                                           | 846                                   | 767,8                                 | 551,1                                 | 361,6                                 | 221,8                                 | 192,8                                 | 154                                   | 4,99           |
| Иркутская область                                                                                            | 1636                                  | 1573,2                                | 1398,4                                | 1020,9                                | 715,4                                 | 639                                   | 675,3                                 | 2,33           |
| Данные по субъектам приводятся без учёта того, что некоторые субъекты изменили свои территориальные границы. |                                       |                                       |                                       |                                       |                                       |                                       |                                       |                |

Политика чиновников РФ, по мнению Всеволода Ию (высказана на Московском экономическом форуме), стимулирует приток китайцев в РФ, и отток российского населения с Дальнего Востока. Программа выделения земли при невозможности сколько-нибудь нормально вести на ней хозяйственную деятельность обречена на провал, и не привлечёт людей на Дальний Восток.
Одновременно с этим, нехватка земли стимулирует китайских земледельцев искать её за пределами КНР, и это стремление поддерживается государством. Разработана правительственная программа, поощряющая тех фермеров, которые покупают пашни за границей, и РФ занимает первое место в этих планах. Однако китайские фермеры отличаются от россиян не только трудолюбием и меньшим потреблением алкоголя — они используют такие химические вещества, которые (в сочетании с неправильным орошением) наносят серьёзный и невосполнимый ущерб почве и природе, приводит к экологическим бедствиям, что закономерно вызывает недовольство местных жителей
Действия китайских предпринимателей вызвали протесты местных жителей в Бурятии, и Иркутской области.
После принятия закона о ТОР на территории Приморья работает 200 сельхозпредприятий с инвестициями из Китая, экспорт сельхозпродукции в КНР вырос вдвое за 2014-17 гг., и общий товарооборот составил 4 миллиарда юаней.

#### Транспорт
Правительство КНР проявляет большой интерес к участию в освоении богатого природными ресурсами арктического региона (30 % мировых запасов газа и т. п.), использованию его для транспортных перевозок. То, что эта страна географически не имеет никакого отношения к региону, не смущает китайских специалистов, которые считают, что она является «околоарктическим государством» (near-Arctic State), что даёт ей право осваивать его, поскольку «Арктика является достоянием всего человечества».
Уже в 1993 г. КНР приобрёл на Украине первый ледокол (Сюэлун-1), а затем приступил к строительству ледоколов на своих верфях. China General Nuclear Power Group планирует в 2025 г. завершить строительство самого большого в мире ледокола с двумя ядерными силовыми установками.
Планируется создание инфраструктуры для обеспечения транспортного сообщения, для вывоза не возобновляемых природных ресурсов, газа и нефти, минеральных ресурсов Кольского полуострова, никеля; а также и оставшегося леса.
По мнению китайской стороны, беспокойство по поводу роста активности КНР в Арктике объясняется, главным образом, недостаточной информированностью. Пока КНР использует РФ и её инфраструктуру для продвижения своих интересов, называя это сотрудничеством.

#### Туризм и промышленность
Отмечается, что при организации туристических поездок граждан КНР в РФ, происходит дискриминация российской стороны (переводчиков, гидов, обслуживающие компании — гостиницы, магазины и др.), так как все средства, потраченные туристами, уходят китайским предпринимателям. Только в их гостиницах размещают туристов; посещаются только их магазины по продаже сувениров и т. п.; российские переводчики остаются без работы, а заменившие их китайцы не всегда дают туристам достоверную информацию. Рост турпоездок, и разрешение иностранным гражданам скупать землю (не сельхозугодья) привёл к тому, что граждане КНР уже без подставных лиц скупают по дешёвке землю под застройку около Байкала, строят там мини-гостиницы, и используют их для приёма «серых» тургрупп. Компании, организующие эти поездки, не используют местных гидов и переводчиков, платят налоги в КНР, и рассказывают туристам о том, что РФ «временно владеет этой землёй, где раньше жили китайцы».
Нарушения законодательства остаются без последствий Между туристами из КНР и местными жителями произошёл конфликт., поведение туристов наносит вред охраняемым объектам. Местные жители возмущены экспансией китайцев, создающих угрозу, в том числе, загрязнения Байкала неочищенными канализационными стоками — но государство не принимает адекватных мер.
Привлечение тысяч китайских рабочих к строительству нефтеперерабатывающего завода в Омске вызвало протесты местных жителей.
Правительство РФ подписало соглашение с КНР о строительстве высокоскоростных железных дорог, в перспективе — от Москвы до Пекина. Работы по первому участку до Казани планируется начать в апреле 2018 г. При осуществлении проекта Россия приняла ключевое требование Китая — строить ВСМ на основе именно китайского оборудования и машиностроительной продукции.

#### Экономика
Хозяйственная деятельность китайцев в РФ наносит большой ущерб природе, но в результате этой деятельности, полученная прибыль уходит в КНР, и при этом лишь часть денег переводится легально. По оценкам, порядка половины идёт другими каналами (т. н. «народная торговля»). На эти деньги закупается лес, цветные металлы и др., и через посреднические фирмы всё вывозится, а потом выручка делится.
Организованные преступные группы из КНР стали основным поставщиком наркотиков в РФ.

## Российское восприятие
На данный момент у значительной части населения России существуют опасения относительно возможной китайской колонизации Сибири — медленного, но массового заселения гражданами КНР российских территорий. Часто утверждается, что это может иметь негативные последствия для Российской Федерации, так как в последующие годы численность китайцев в Сибири может превысить славянское население, что может привести к сепаратизму Сибири в пользу Китая; и это воспринимается как реальная угроза существованию Дальнего Востока в составе РФ.
Существует распространённое утверждение, что в китайских учебниках содержатся карты территорий российского Дальнего Востока и Сибири в составе Китая. Например, по словам политолога, президента Института Стратегических оценок Александра Коновалова, в китайских учебниках Сибирь и Дальний Восток часто окрашены в китайские цвета. Китай — в будущем серьёзная головная боль для России, также отметил эксперт..
По словам проректора Дипломатической Академии МИД России Евгения Бажанова,
…они [китайцы] считают, продолжают считать, это в учебниках у них можно прочесть, что когда-то земли от Байкала и на Восток они находились в сфере влияния Китая и только потом попали к России.
23 сентября 2009 года между президентами Китая и России была подписана программа сотрудничества между восточными регионами России и северо-восточными регионами Китая до 2018 года. Эта программа состоит в том, что КНР будет строить предприятия на территории Сибири. По мнению некоторых СМИ, строительство предприятий будет сопровождаться заселением Сибири китайскими рабочими.
По оценкам кандидата социологических наук И. А. Романова, в российской части Азии наиболее остро стоят проблемы демографической и социальной безопасности. Из региона наблюдается отток наиболее перспективной и трудоспособной части населения в репродуктивном возрасте, с наличием — что немаловажно — адаптаций к непростым климатическим условиям. Остаются же в основном люди пенсионного и предпенсионного возрастов. Российский социум там утратил чёткие ориентиры и ценности и находится в стадии деградации. На низком уровне находится индекс развития человеческого потенциала. Чрезвычайно распространены проблемы наркомании и алкоголизма, растёт число социально обусловленных заболеваний. В результате — слабое экономическое развитие региона, неэффективное и примитивное использование природных богатств, психология «временщика», не несущего ответственности за свою землю.
О растущей китайской угрозе говорит и вице-президент Центра политических технологий Сергей Михеев: если миграция будет продолжаться прежними темпами, то численность китайцев может достигнуть такой цифры, что они станут требовать представительства в органах власти. В результате Россия будет вынуждена в своей внутренней политике делать поправку на интересы Китая, что означает частичную потерю суверенитета страной.
На этом фоне мигрирующие китайцы демонстрируют более высокую самооценку и превосходство самосознания над местными жителями. Регион успешно завоевывают компании с иностранным капиталом. Постепенно складывается ситуация, когда экономическая зависимость от китайского производителя и необременённость какими-либо патриотическими настроениями может привести к геополитической катастрофе России в Азиатско-Тихоокеанском регионе.
По мнению Стивена Бланка, все это усугубляется экономическим положением страны: «Политические и экономические неудачи России… подорвали её стремление к стабильному статусу великой державы в Азии и её способность играть эту роль… Если эти тенденции сохранятся в текущем виде, Россия станет младшим партнером Китая и поставщиком сырья, а не самостоятельной державой в Азии.»
Вот как рисует данную проблему американский политолог, социолог и государственный деятель Збигнев Бжезинский:
В данный момент Россия и Китай являются сотрудниками
Он же заявил, что если несколько сотен лет назад Россия была всё же сильнее Китая, то сегодня положение кардинально изменилось: «экономическая мощь Китая в совокупности с динамической энергией его 1,2-миллиардного населения существенно меняют историческое уравнение между двумя странами с учётом незаселенных территорий Сибири, почти призывающих китайское освоение.»
Аналогичные выводы делает и американский политик Патрик Бьюкенен в книге «Смерть Запада».
Владимир Путин по поводу китайской миграции заявил, что: мы предпримем практические шаги для развития Дальнего Востока.
Общая численность этнических китайцев в России представляет спорную тему. В переписи 2002 года лишь 34 500 жителей России (русских и иностранных граждан) идентифицировали себя как этнические китайцы, около половины из них в западной части России (в основном в Москве). По мнению многих русских демографов, в данных переписи может быть недоучет. Например, по оценкам Жанны Зайончковской, руководительницы лабораторией миграции населения Национального экономического института прогнозирования Российской Академии наук, в 2004 году общее количество китайцев в настоящее время в России в любой момент резидентов и туристов составляет около 400 000 (2009 г.) человек. За 6 месяцев 2017 г. в Приморский край въехало 180 тыс. граждан КНР.

### Альтернативная точка зрения
Ряд авторов высказывает иную точку зрения, призывая отбросить всякие опасения, так как миграция китайцев в РФ оказывает положительное влияние на её экономику и развитие. Президент Академии общественных наук северо-восточной провинции Хэйлунцзян Цюй Вэй считает, что:
Россия нуждается не в десятках или сотнях тысяч, а в миллионах китайских рабочих рук ... Предлагается, чтобы российское правительство поставило на повестку дня вопрос о принятии политики, поощряющей приезд китайской рабочей силы в Россию, создавало соответствующее общественное мнение, благосклонное отношение к появлению китайской рабочей силы на российском рынке..
По мнению китаиста, писателя, переводчика Владимира Малявина (в отношении китайских трудовых мигрантов):
Наша задача в том, конечно, чтобы они работали на Россию, а не на Китай. Чтобы они работали на своих огородах и продавали продукцию у нас, в России, а не организовывались в эти свои бандитские структуры и вывозили капитал обратно. Или лягушек наших били где-нибудь в Уссурийском крае и мешками-эшелонами увозили в Китай, разоряя Россию.
По данным ведущей китайской газеты Жэньминь жибао, миф о китайской угрозе является «надуманным» и намеренно раздуваемым российскими СМИ. Эта же газета приводит слова русских экспертов В. Тишкова и сотрудника Института Дальнего Востока РАН А. Островского, которые подвергают сомнению угрозу китайской экспансии. Так по словам директора института этнографии и антропологии РАН В. Тишков:
Сегодня внутри России существуют две крайности по отношению к иммигрантам из Китая: с одной стороны, приехавшие в Россию китайские иммигранты приносят огромную пользу для развития местной экономики. С другой стороны, идет распространение «мифа об угрозе китайских иммигрантов», что наносит серьезный ущерб отношениям между двумя странами…
Заместитель директора Института Дальнего Востока РАН А. Островский тоже считает, что
миф об угрозе китайских иммигрантов является больной фантазией низких журналистов, им нравится запугивать российский народ наличием китайской угрозы
Герман Дудченко, специалист Института истории археологии и этнографии народов Дальнего Востока, считает что при оценке демографических ситуаций в РФ и КНР неравенство сильно преувеличено, как и возникающие из-за этого угрозы.
Аналогично, Цзяньин Чжоу (анализируя сильное ущемление интересов РФ в российско-китайских отношениях, описанное специалистом-китаеведом в), без какой бы то ни было аргументации делает вывод, что несмотря на некоторые отдельные «незначительные проблемы», у «стратегического партнёрства» есть вполне благоприятные перспективы. При этом вопрос демографической экспансии в статье не упомянут вообще.
В то же время даже среди представителей КНР начали появляться признаки осознания того, что использование коррумпированности местных властей, пренебрежение к природоохранным требованиям, экономическое давление и выкачивание из РФ невозобновляемых и плохо возобновляемых ресурсов, неадекватное поведение на бытовом уровне — вызывает негативное отношение россиян.

## Вопрос о миграции китайцев на Дальний Восток России
На работу в Россию китайцы приезжают в рамках договоров, что заключаются между субъектами РФ и правительствами городов Северо-восточного Китая. Массовая миграция в Россию началась после подписания договора о безвизовом въезде в приграничные города в 1992 году. В большинстве своём мигрирующие в Дальний восток китайцы родом из приграничных уездов провинции Хэйлунцзян. Согласно опросам 2005 года, в городах Владивостоке и Уссурийске, Благовещенске и Забайкальске число приезжих из этой провинции составляло около 80 % мигрантов. Среди мигрантов преобладают мужчины в возрасте от 20 до 50 лет (данные на 2002 год), имеющие невысокие доходы.
В 2004 году российско-китайскую границу пересекли 335 тыс. граждан КНР. Среди них часть уклонялась от регистрации, часть уехала в другие регионы России, часть находилась на территории страны менее 72 часов; присутствовали также безвизовые тургруппы, не подлежащие регистрации.
Подавляющая часть китайцев занимаются индивидуальной предпринимательской деятельностью или работают на китайском предприятии. По данным Управления по делам миграции УВД, большая часть мигрантов была занята в строительстве (23,7 %), промышленности (18,2 %), сельском хозяйстве (6,3 %) и общей коммерческой деятельности (9 %).
Учитывая резкий этнокультурный и этносоциальный контраст между странами, население российского Дальнего Востока и население Северо-Восточного Китая резко отличаются друг от друга по многим признакам: языку, культуре, расовой принадлежности, цивилизационным началам, опыту исторического развития и т. д., что означает наличие факторов, препятствующих миграции, а не стимулирующих её По мнению ряда отечественных экспертов, «разность демографических потенциалов» может привести к серьёзным геополитическим проблемам России на Дальнем Востоке. Хищническое отношение китайских сельхозпредпринимателей к природным ресурсам, бесконтрольное применение запрещённых химикатов, превышение содержание вредных веществ в производимых продуктах (бензопирен, нитраты и др.) — вызывает возмущение местных жителей, а контролирующие органы практически бессильны. Также возникают конфликты с местными жителями, принимающие межнациональный характер. Негативное отношение местных жителей к освоению их земель и недр китайскими предпринимателями — полностью игнорируется.
В то же время СМИ отмечают, что среди простых китайцев крепнет убеждение, что значительная часть территории российского Дальнего Востока (включая, например, Владивосток) — это отторгнутая от Китая территория, которую необходимо вернуть (хотя и не очень быстро). Это отношение крепнет из-за государственной поддержки: так, в КНР продолжают издавать карты и школьные учебники, где территория Дальнего Востока показана как «временно оставленная Китаем» территория (текст и иллюстрация в): «Благодаря Айгуньскому договору 1858 года царская Россия отрезала более 600 000 км² китайской территории. Благодаря Пекинскому договору 1860 года царская Россия отрезала около 400 000 км² китайской территории … Благодаря Илийскому договору 1881 г. и последующим пяти соглашениям по границам царская Россия отрезала более 70 000 км² китайской территории …». Такая пропаганда может использоваться для подготовки общественного мнения внутри страны к не-демографическому решению проблемы острой нехватки ресурсов в КНР.

### Пути решения проблем
В качестве решения целого комплекса демографических проблем эксперты предлагают вести протекционистскую политику:
- активизация экономической и социальной жизни региона
- установление контроля над ценами (на электроэнергию, на проезд)
- закрепление старожильческого населения и другие меры.

В качестве способа развить Дальний Восток также иногда предлагается перенос туда столицы.
Увеличение экономического и демографического присутствия КНР на слаборазвитой и слабозаселённой территории Дальнего Востока, и передача Китаю части пограничной территории РФ, создаёт потенциальную опасность, вызывающую всё большее беспокойство у военных специалистов. Проблема осложняется тем, что даже в нынешнем состоянии КНР не способен обеспечить себя продовольствием и сырьём для промышленности, и серьёзные внутренние проблемы могут, при благоприятном сочетании обстоятельств, спровоцировать сопредельное государство на применение силы — что соответствует военной доктрине НОАК («Жизненное пространство (сильного) государства (на суше, в океане и в космосе) превышает его географические границы»).

Реагируя на это, Сергей Скоков указал, что руководимый им штаб Сухопутных войск учитывает возможность потенциальной угрозы со стороны «многомиллионной армии с традиционными подходами к ведению боевых действий» на востоке, а В. Квачков заявил: 
… Российскую позицию в вопросе о перемещении государственной границы на прежнее место и возвращении островов необходимо связать с позицией России по возвращению в состав Китая острова Тайвань. … вся многомиллионная китайская «саранча», пожирающая леса, тайгу и другие природные ресурсы, должна быть удалена. … угрозу того, что удастся натравить Китай на Россию, полностью исключать нельзя. … В первые же часы нападения должны быть нанесены массированные ядерные удары по территории Китая … а части … противника, проникшие на территорию России, должны последующими ядерными ударами полностью изолироваться от территории Китая и добиваться с воздуха ракетными и бомбо-штурмовыми ударами. … переход Китая к применению любого вида ядерного оружия повлечёт за собой применение стратегических ядерных сил … и ликвидацию Китая в качестве субъекта мировой истории … это единственный способ уберечь себя … в случае китайской агрессии..

### Закон 473-ФЗ

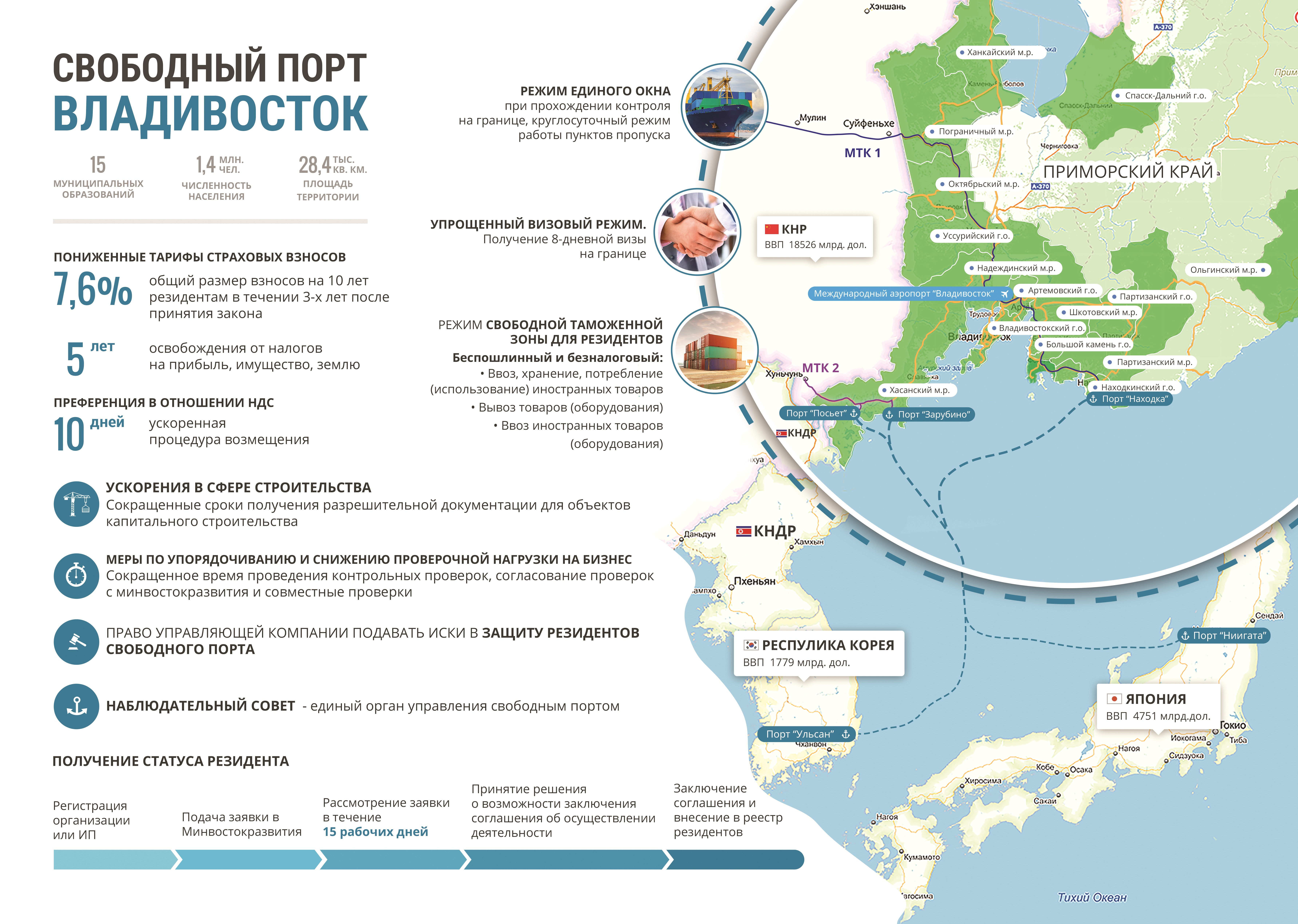

По мнению Бориса Миронова, принятие 29 декабря 2014 г. закона «О территориях опережающего социально-экономического развития в Российской Федерации» N 473-ФЗ может значительно повлиять на ситуацию на Дальнем Востоке. Это связано с тем, что принятие закона сопровождалось внесением изменений в Гражданский, Градостроительный, Трудовой, Земельный и Лесной кодексы. В совокупности эти изменения открывают широкие перспективы для ведения хозяйственной деятельности в РФ для иностранных компаний, использующих иностранную рабочую силу. А наиболее вероятным местом проявления такой активности являются слабозаселённые территории Дальнего востока, граничащие с КНР.
Так, статья 17 закона устанавливает особый правовой режим предпринимательской деятельности, освобождающий от уплаты: таможенных сборов, земельного налога и налога на имущество. А статья 28 позволяет иностранным компаниям ходатайствовать перед уполномоченными федеральными органами о проведении принудительного изъятия земельных участков и расположенного на них недвижимого имущества для государственных нужд в целях размещения объектов инфраструктуры иностранных компаний. При этом сумма компенсации за отчуждаемое определяется оценщиком по заказу уполномоченного федерального органа (Ст. 28).
Статья 18 закона 473-ФЗ обязывает работодателя соблюдать Трудовой кодекс РФ. Однако в последний было внесено изменение. Это изменение (статья 8 в законе 519-ФЗ) относится к главе 55 статье 351 Трудового кодекса:

1. получение разрешений на привлечение и использование иностранных работников не требуется;
2. разрешение на работу иностранному гражданину, привлекаемому для осуществления трудовой деятельности резидентом территории опережающего социально-экономического развития, выдается без учёта квот на выдачу иностранным гражданам приглашений на въезд в Российскую Федерацию в целях осуществления трудовой деятельности…

Ряд других изменений позволяют иностранным (управляющим) компаниям добывать полезные ископаемые при нулевой ставке налога; может использоваться нулевая ставка налога на прибыль.
Эти изменения законодательства могут помочь привлечь на слабозаселённые территории Дальнего Востока и Сибири мигрантов из КНР и иностранные компании, и ускорить миграцию там, где она уже происходит. Это вызвало негативную реакцию у, например националистического объединения «Русские», однако в октябре 2015 г организацию запретили как экстремистскую. Борис Миронов считает, что принятие таких законов создаёт предпосылки для мирного захвата российской территории на Дальнем Востоке китайцами, что по его мнению может иметь значительные негативные последствия не в краткосрочной, а долгосрочной перспективе. Принятию закона предшествовало проведение широкомасштабных военных манёвров.
Газета Гардиан опубликовала планы КНР по использованию воды из Байкала для снабжения города Ланчжоу. По мнению представителей КНР, от реализации проекта выиграют обе стороны. Китай сможет решить проблему дефицита воды. Имея 20 % мирового населения, он располагает всего 7 % запасов воды. По мнению КНР больше нацелен на высасывание ресурсов из РФ.
Фонд развития Дальнего Востока и China National Gold Group Corporation (China Gold) планируют совместную работу по добыче золота на (российской территории) Дальнего Востока. 90 % капитала создаваемого фонда будет китайским; а запасы золота на Дальнем Востоке составляют около половины всех запасов в РФ. В октябре 2017 г. Правительство РФ одобрило проект соглашения, позволяющего компании China National Gold Group Hong Kong Limited (Гонконг) приобрести от 60 до 70 процентов голосующих акций АО Рудник «Западная — Ключи». Запасы золота оцениваются более 70 тонн.
Одним из проявлений последствий принятия закона 473-ФЗ стало создание особой зоны в районе портового города Владивостока (Федеральный закон № 212-ФЗ «О свободном порте Владивосток», вступил в законную силу 12 октября 2015 года), с попыткой расширить её на базу подводных лодок Тихоокеанского флота в Вилючинске; Петропавловский порт (г. Петропавловск-Камчатский) и аэродром «Елизово» на Камчатке; порты Ванино, Де-Кастри, Николаевск-на-Амуре, Охотск и Советская Гавань в Хабаровском крае; и порты Беринговский, Певек, Провидения и Эгвекинот в Чукотском автономном округе; а также морские порты на Сахалине — Корсаковский, Невельский и Холмский; и части Лазовского района Приморского края.
В Суйфыньхэ создаётся свободная экономическая зона (трансграничная ТОР), где будет беспошлинное перемещение товаров, свободное перемещение людей. Она будет включать 233 гектара с российской стороны, и 180 га с китайской; проект оценивается в 1.5 млрд долларов.
На фоне этих событий с целью «сбалансировать население и обеспечить развитие», 29 октября 2015 года в КНР был снят запрет иметь второго ребёнка, а с 2021 г. начата проводиться политика «Одна семья — три ребёнка». В РФ запланировали ввести китайский язык в ЕГЭ в ~2018-2019г — это станет достаточным основанием для поступление в ВУЗ (как знание иностранного языка). По данным уже в 2017 г. число прибывших мигрантов возросло на 15 % (400 тыс.), в то время как за последние годы Дальневосточный федеральный округ покинуло 20 % коренного населения, почти 2 млн человек.
Существует альтернативная точка зрения. Н. Михалков отказался воплотить её в предложенном ему плане сценария фильма, но подробно рассказал о нём в телепередаче: вместо постепенного экономического и демографического освоения малозаселённого Дальнего Востока, имеются условия, позволяющие армии КНР быстро захватить сопредельные территории. Данная им низкая оценка способности российской армии защитить Дальний Восток соответствует мнению эксперта: по не-ядерным вооружениям силы РФ на Дальнем Востоке и двух прилегающих округов КНР просто нельзя сравнивать, переброска войск по транссибирской железной дороге легко может быть предотвращена потенциальным противником, а при использовании стратегического ядерного оружия города в Европейской части РФ (где мало природных ресурсов, и много жителей) будут не защищены. В лояльной китайским властям газете «Wen Wei Po» было прямо написано, что КНР предстоит выиграть 6 войн со своими соседями, включая РФ. Потенциально, проблему может усугубить многочисленная китайская диаспора (как и в случае конфликта с Вьетнамом).
Исходя из теории «увеличения жизненного пространства» государства за пределами его границ на суше, в океане и космосе (пропорционально внутренней совокупной мощи) в Пекине считают, что стратегические границы этого пространства у сильных держав выходят далеко за рамки государственных границ, а реальная сфера влияния слабых стран порой оказывается меньше, чем национальная территория. В связи с имеющимися условиями «… КНР следует проявлять максимальную сдержанность и осмотрительность … вести себя незаметно и не вступать в прямое противостояние с противниками из-за малозначимых противоречий, чтобы в конечном итоге прийти к намеченной цели. Основная ставка при расширении жизненного пространства делается на экономическую и демографическую экспансию. Однако китайское руководство понимает, что на определённом этапе этот процесс потребует силового обеспечения…»
В России обширная территория, а в Китае самый трудолюбивый в мире народ. … В России большая территория и мало народа, в Китае — наоборот. … Если мы сможем сочетать эти факторы …
— Ли Юаньчао, заместитель председателя КНР

| Неполный перечень регионов и городов (ТОР) | Неполный перечень регионов и городов (ТОР) | Неполный перечень регионов и городов (ТОР) |
| Название ТОР                               | Регион                                     | Постановление Правительства                |
| ------------------------------------------ | ------------------------------------------ | ------------------------------------------ |
| Заринск                                    | Алтайский край                             | ПП № 279 от 16.03.2018 г.                  |
| Новоалтайск                                | Алтайский край                             | ПП № 273 от 16.03.2018 г.                  |
| Белогорск                                  | Амурская область                           | ПП № 875 от 21.08.2015 г.                  |
| Приамурская                                | Амурская область                           | ПП № 879 от 21.08.2015 г.                  |
| Свободный                                  | Амурская область                           | ПП № 673 от 03.06.2017 г.                  |
| Селенгинск                                 | Республика Бурятия                         | ПП № 898 от 29.07.2017 г.                  |
| Амуро-Хинганская                           | Еврейская автономная область               | ПП № 847 от 27.08.2016 г.                  |
| Краснокаменск                              | Забайкальский край                         | ПП № 675 от 16.07.2016 г.                  |
| Саянск                                     | Иркутская область                          | ПП № 262 от 16.03.2018 г.                  |
| Усолье-Сибирское                           | Иркутская область                          | ПП № 135 от 26.02.2016 г.                  |
| Черемхово                                  | Иркутская область                          | ПП № 265 от 16.03.2018 г.                  |
| Камчатка                                   | Камчатский край                            | ПП № 899 от 28.08.2015 г.                  |
| Анжеро-Судженск                            | Кемеровская область                        | ПП № 941 от 19.09.2016 г.                  |
| Новокузнецк                                | Кемеровская область                        | ПП № 278 от 16.03.2018 г.                  |
| Прокопьевск                                | Кемеровская область                        | ПП № 1470 от 03.12.2018 г.                 |
| Юрга                                       | Кемеровская область                        | ПП № 641 от 07.07.2016 г.                  |
| Железногорск                               | Красноярский край                          | ПП № 114 от 06.02.2018 г.                  |
| Линево                                     | Новосибирская область                      | ПП № 268 от 16.03.2018 г.                  |
| Большой Камень                             | Приморский край                            | ПП № 43 от 28.01.2016 г.                   |
| Михайловский                               | Приморский край                            | ПП № 878 от 21.08.2015 г.                  |
| Надеждинская                               | Приморский край                            | ПП № 629 от 25.06.2015 г.                  |
| Нефтехимический                            | Приморский край                            | ПП № 272 от 07.03.2017 г.                  |
| Горный воздух                              | Сахалинская область                        | ПП № 200 от 21.08.2016 г.                  |
| Курилы                                     | Сахалинская область                        | ПП № 992 от 23.08.2017 г.                  |
| Южная                                      | Сахалинская область                        | ПП № 201 от 17.03.2016 г.                  |
| Комсомольск                                | Хабаровский край                           | ПП № 628 от 25.06.2015 г.                  |
| Николаевск                                 | Хабаровский край                           | ПП № 464 от 19.04.2016 г.                  |
| Хабаровск                                  | Хабаровский край                           | ПП № 630 от 25.06.2015 г.                  |
| Абаза                                      | Республика Хакасия                         | ПП № 870 от 24 июля 2017 г.                |
| Бакал                                      | Челябинская область                        | ПП № 265 от 06.03.2017 г.                  |
| Верхний Уфалей                             | Челябинская область                        | ПП № 1369 от 13.11.2017 г.                 |
| Озерск                                     | Челябинская область                        | ПП № 113 от 06.02.2018 г.                  |
| Снежинск                                   | Челябинская область                        | ПП № 115 от 06.02.2018 г.                  |
| Чукотка                                    | Чукотский автономный округ                 | ПП № 876 от 21.08.2015 г.                  |
| Беринговский                               | Чукотский автономный округ                 | ПП № 876 от 21.08.2015 г.                  |
| Южная Якутия                               | Республика Саха (Якутия)                   | ПП № 1524 от 28.12.2016 г.                 |
| Индустриальный парк «Кангалассы»           | Республика Саха (Якутия)                   | ПП № 877 от 21.08.2015 г.                  |

## В культуре
Юмористическая телепередача «Городок» затронула возможность предоставления китайцам гражданства РФ.